# Rhinochimaeridae
Famille
Les Rhinochimaeridae forment une famille de poissons cartilagineux vivant dans les profondeurs marines.
Les Rhinochimaeridae  sont des animaux plutôt benthiques qui vivent dans les océans tempérés.

## Liste des genres
Selon FishBase :
- genre Harriotta Goode et Bean, 1895
  - Harriotta haeckeli Karrer, 1972
  - Harriotta raleighana Goode & Bean, 1895
- genre Neoharriotta Bigelow et Schroeder, 1950
  - Neoharriotta carri Bullis & Carpenter, 1966
  - Neoharriotta pinnata (Schnakenbeck, 1931)
  - Neoharriotta pumila Didier & Stehmann, 1996
- genre Rhinochimaera Garman, 1901
  - Rhinochimaera africana Compagno, Stehmann & Ebert, 1990
  - Rhinochimaera atlantica Holt & Byrne, 1909
  - Rhinochimaera pacifica (Mitsukuri, 1895)

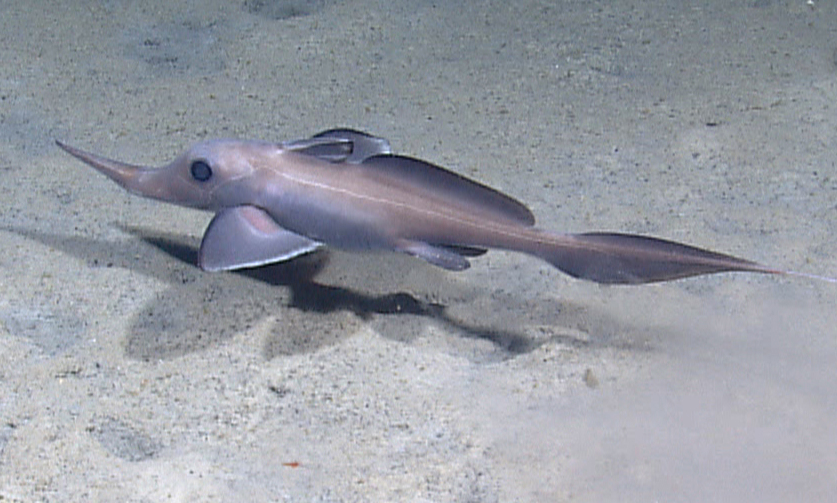
Harriotta raleighana
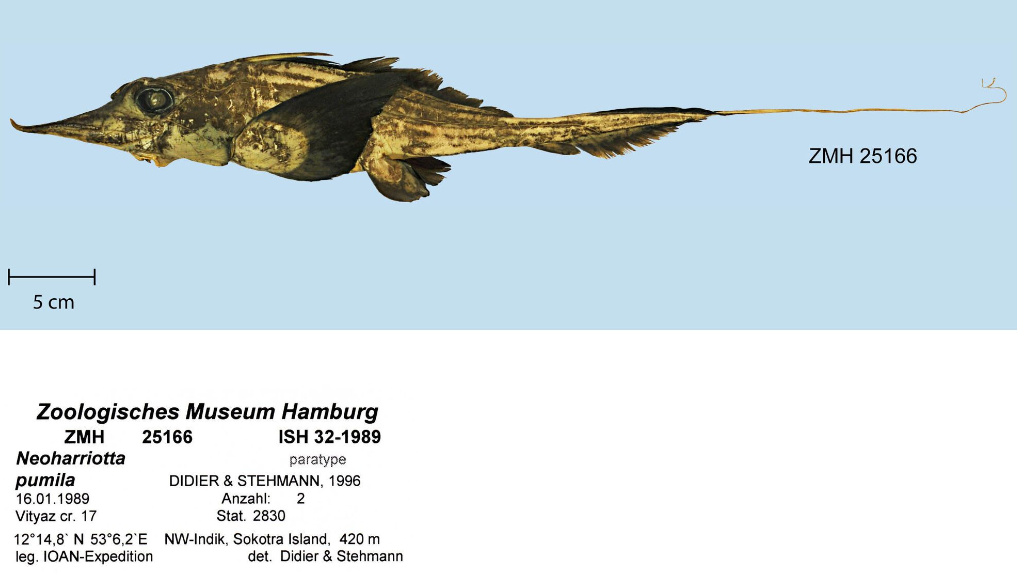
Neoharriotta pumila
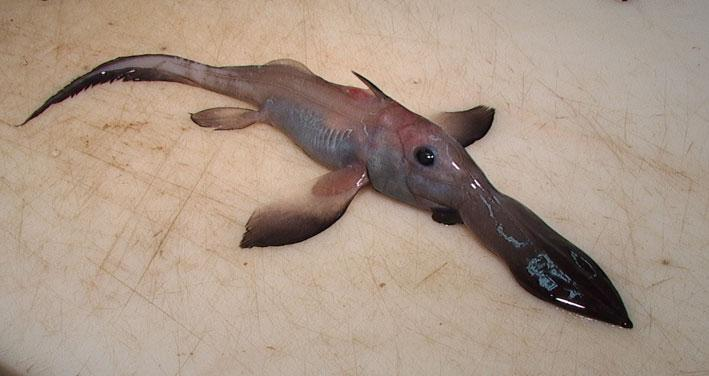
Rhinochimaera pacifica